# عطف بن مجشر (ساة)
'

تعديل مصدري - تعديل

عطف بن مجشر هي إحدى قرى عزلة ساه بمديرية ساة التابعة لمحافظة حضرموت، بلغ تعداد سكانها 33 نسمة حسب تعداد اليمن لعام 2004.